# Liste der Fachhochschulen in Österreich
Diese Liste enthält alle Fachhochschulen in Österreich, geordnet nach Bundesländern in jeweils alphabetischer Reihenfolge.
In Österreich gibt es 21 Fachhochschulen. Die Einrichtung von Fachhochschulstudiengängen wurde im Jahr 1993 ermöglicht. Bei den Fachhochschulen werden in Österreich in der Regel von privatrechtlich organisierte Erhaltern getragen. Bis zum 31. Dezember 2020 wurde zwischen Fachhochschulen und Erhaltern von Fachhochschul-Studiengängen, denen dieser Titel nicht verliehen wurde, unterschieden. Seither darf jede Institution, die Fachhochschul-Studiengänge führt, sich als Fachhochschule bezeichnen. Seit 2024 kann  die Bezeichnung Fachhochschule oder Hochschule für Angewandte Wissenschaften im Namenszug der Bildungseinrichtung geführt werden.

## Gesamtliste der Fachhochschulen
| Name                                                                           | Stadt               | Bundesland       | Gründung | Ordentliche Studierende (WS 2020/21) | Studierende in Lehrgängen (WS 2020/21) | Lehrpersonal (WS 2020/21) |
| ------------------------------------------------------------------------------ | ------------------- | ---------------- | -------- | ------------------------------------ | -------------------------------------- | ------------------------- |
| Hochschule Burgenland                                                          | Eisenstadt          | Burgenland       | 1994     | 2.472                                | 2.973                                  | 124                       |
| Fachhochschule Kärnten                                                         | Spittal an der Drau | Kärnten          | 1995     | 2.649                                | 347                                    | 260                       |
| Ferdinand Porsche Fern-Fachhochschule                                          | Wiener Neustadt     | Niederösterreich | 2006     | 909                                  | 11                                     | 22                        |
| IMC Hochschule für Angewandte Wissenschaften Krems                             | Krems an der Donau  | Niederösterreich | 1994     | 3.205                                | 24                                     | 214                       |
| Fachhochschule St. Pölten                                                      | St. Pölten          | Niederösterreich | 1994     | 2.878                                | 567                                    | 219                       |
| FH für angewandte Militärwissenschaften an der Theresianischen Militärakademie | Wiener Neustadt     | Niederösterreich | (1751)   | 293                                  |                                        | 44                        |
| Fachhochschule Wiener Neustadt                                                 | Wiener Neustadt     | Niederösterreich | 1994     | 4.373                                | 172                                    | 993                       |
| FH Gesundheitsberufe OÖ                                                        | Linz                | Oberösterreich   | 2010     | 1.499                                | 162                                    | 129                       |
| FH Oberösterreich                                                              | Wels                | Oberösterreich   | 1994     | 5.827                                | 218                                    | 664                       |
| Fachhochschule Salzburg                                                        | Puch bei Hallein    | Salzburg         | 1995     | 3.370                                | 104                                    | 335                       |
| Campus 02 Fachhochschule der Wirtschaft                                        | Graz                | Steiermark       | 1996     | 1.441                                | 96                                     | 138                       |
| FH Joanneum                                                                    | Graz                | Steiermark       | 1995     | 5.021                                | 238                                    | 531                       |
| FH Gesundheit Tirol                                                            | Innsbruck           | Tirol            | 2007     | 1.144                                | 435                                    | 142                       |
| FH Kufstein                                                                    | Kufstein            | Tirol            | 1997     | 1.842                                | 63                                     | 60                        |
| Management Center Innsbruck                                                    | Innsbruck           | Tirol            | 1995     | 3.496                                | 141                                    | 281                       |
| Fachhochschule Vorarlberg                                                      | Dornbirn            | Vorarlberg       | 1989     | 1.594                                | 128                                    | 191                       |
| Fachhochschule des BFI Wien                                                    | Wien                | Wien             | 1996     | 2.211                                | 697                                    | 152                       |
| FH Campus Wien                                                                 | Wien                | Wien             | 2001     | 6.756                                | 263                                    | 391                       |
| Lauder Business School                                                         | Wien                | Wien             | 2003     | 369                                  |                                        | 13                        |
| Fachhochschule Technikum Wien                                                  | Wien                | Wien             | 1994     | 4.511                                | 315                                    | 337                       |
| FHWien der WKW                                                                 | Wien                | Wien             | 1994     | 2.875                                | 842                                    | 138                       |
| Summe                                                                          | Summe               | Summe            | Summe    | 58.735                               | 7.796                                  | 5.378                     |

## Legende
- Name: Name der Fachhochschule.
- Stadt: Stadt, in der die Fachhochschule ihren Sitz hat.
- Bundesland: Bundesland, in dem die Fachhochschule ihren Sitz hat.
- Gründung: Jahr der Gründung der Fachhochschule.
- Ordentliche Studierende: Anzahl der Studierenden in ordentlichen Studien.[3]
- Studierende in Lehrgängen: Anzahl der Studierenden in Lehrgängen zur Weiterbildung.[3]
- Lehrpersonal: Lehrpersonal in Vollzeitäquivalenten.[3]